# Ołeksij Czyczykоw
Ołeksij Hryhorowycz Czyczykоw, ukr. Олексій Григорович Чичиков (ur. 30 września 1987 w Krzemieńczuku, w obwodzie połtawskim) – ukraiński piłkarz, grający na pozycji napastnika.

## Kariera piłkarska

### Kariera klubowa
Wychowanek klubów UFK-2 Dniepropetrowsk, DJuSSz w Połtawie i Łubnie, Zmina-Obołoń Kijów, Molod' Połtawa oraz Kremiń Krzemieńczuk. Od 2004 występował w drugiej, a następnie w pierwszym zespole Worskły Połtawa. W 2006 wyjechał do Rosji, gdzie został piłkarzem klubu Lokomotiwu Moskwa. Jednak tylko raz wyszedł na boisko w podstawowym składzie moskiewskiego klubu w rozgrywkach Pucharu Rosji. Wiosną 2007 został wypożyczony do Dnipra Dniepropetrowsk, ale nie przebił się do podstawowego składu. W lutym 2008 został wypożyczony do Worskły Połtawa, a potem podpisał kontrakt z połtawskim klubem. W czerwcu 2013 otrzymał status wolnego agenta, a w lipcu 2013 został piłkarzem Zirki Kirowohrad. 6 czerwca 2018 przeszedł do SK Dnipro-1.

### Kariera reprezentacyjna
W 2005 występował w juniorskiej reprezentacji Ukrainy U-18, w której rozegrał 13 meczów i strzelił 4 bramki. Od 2006 bronił barw młodzieżowej reprezentacji Ukrainy.

## Sukcesy i odznaczenia

### Sukcesy klubowe
- zdobywca Pucharu Ukrainy: 2009